# 共和国广场 (斯普利特)

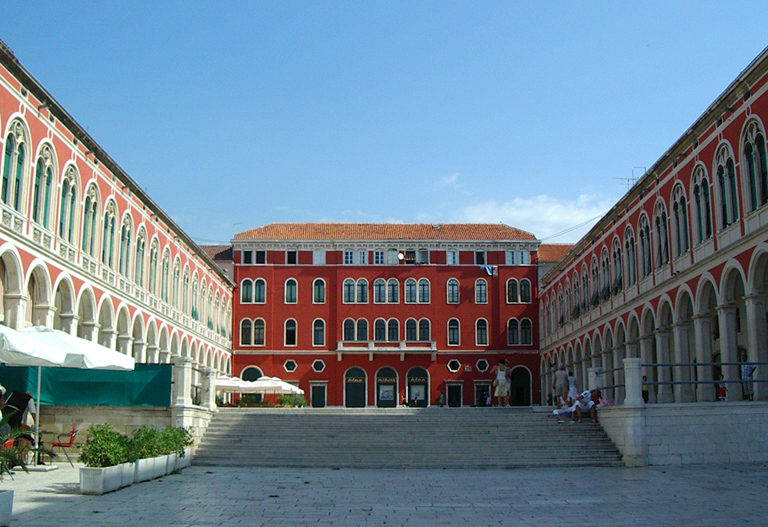

共和国广场（Trg Republike；Prokurative）是克罗地亚斯普利特的一个广场，位于戴克里先宫以西。在近五十年的时间里，传统的斯普利特音乐节在此举行，被称为马里安山下的城市文化活动舞台。

## 历史
共和国广场由19世纪中叶的安东尼奥·巴雅蒙蒂市长规划，为此他成立了达尔马提亚协会。主体建筑巴雅蒙蒂剧院开放于1859年12月27日，1882年5月15日被大火烧毁后改建。西侧的新文艺复兴建筑模仿威尼斯，建于1863年至1867年，由建筑师G. B. Meduna设计
广场东翼的建设始于1909年，到1928年完成。东翼的第一部分由维也纳建筑公司“Unionbaugesellschaft”建造。